# Commiphora neglecta
Espèce
Commiphora neglecta est une espèce de plantes de la famille des Burseraceae et du genre Commiphora.

## Description
C'est un arbre pouvant atteindre 9 m de hauteur, à l'écorce lisse, aux branches épineuses. Les feuilles, à trois folioles, sont portées par un pétiole pouvant atteindre 4,5 cm de longueur.